# موراتا دي تاجونيا
موراتا دي تاجونيا (بالإنجليزية: Morata de Tajuña)‏ هي بلدية ومدينة في منطقة الحكم الذاتي وتقع في منطقة مدريد في وسط إسبانيا. تبلغ مساحة هذه المدينة  (كم²)، ويبلغ عدد سكانها 7262 نسمة حسب إحصاء سنة 2009 م.

## وصلات خارجية
- الموقع الرسمي